# دانشگاه کیپ غربی

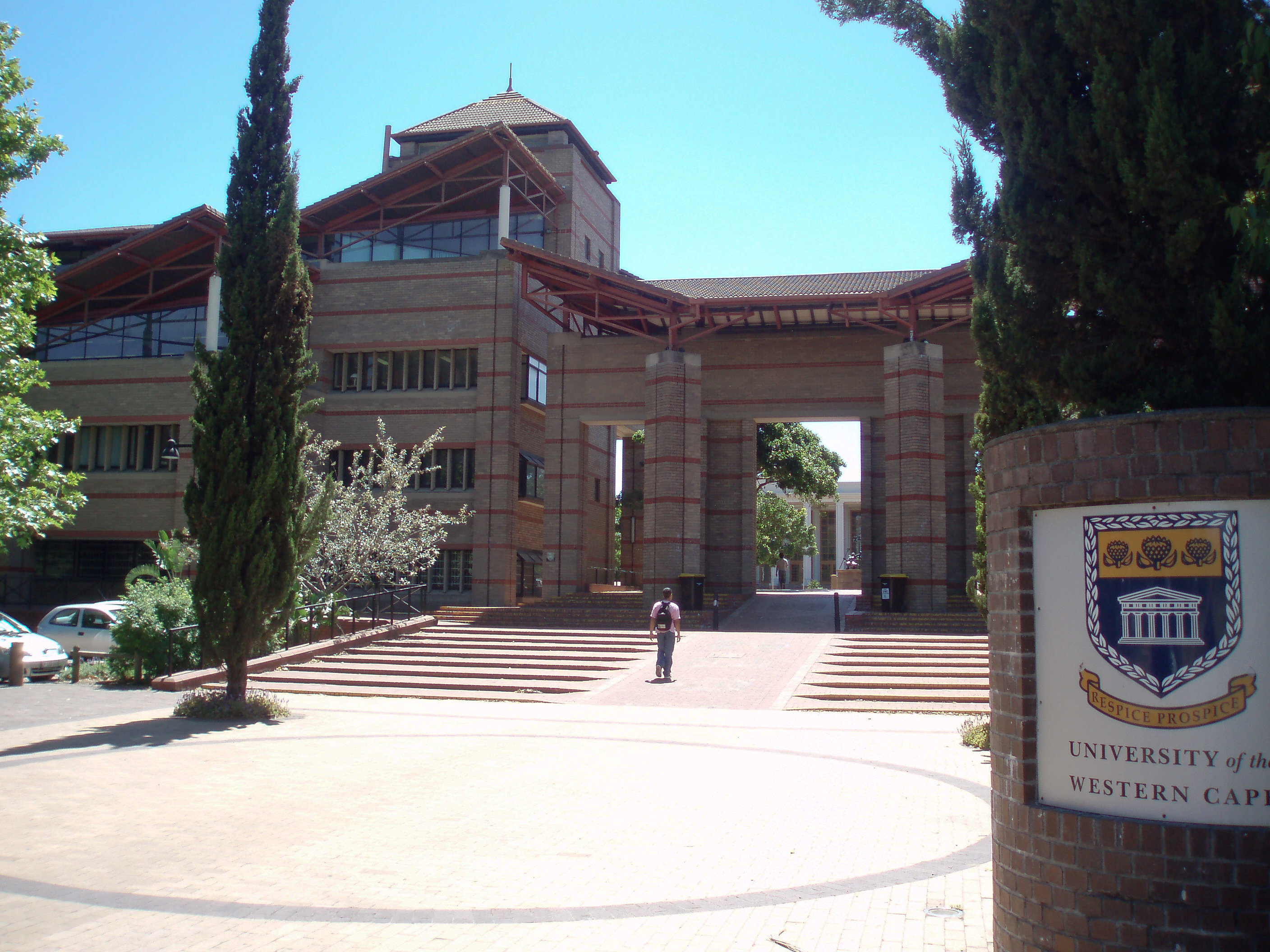
ورودی به پردیس مرکزی از غرب.

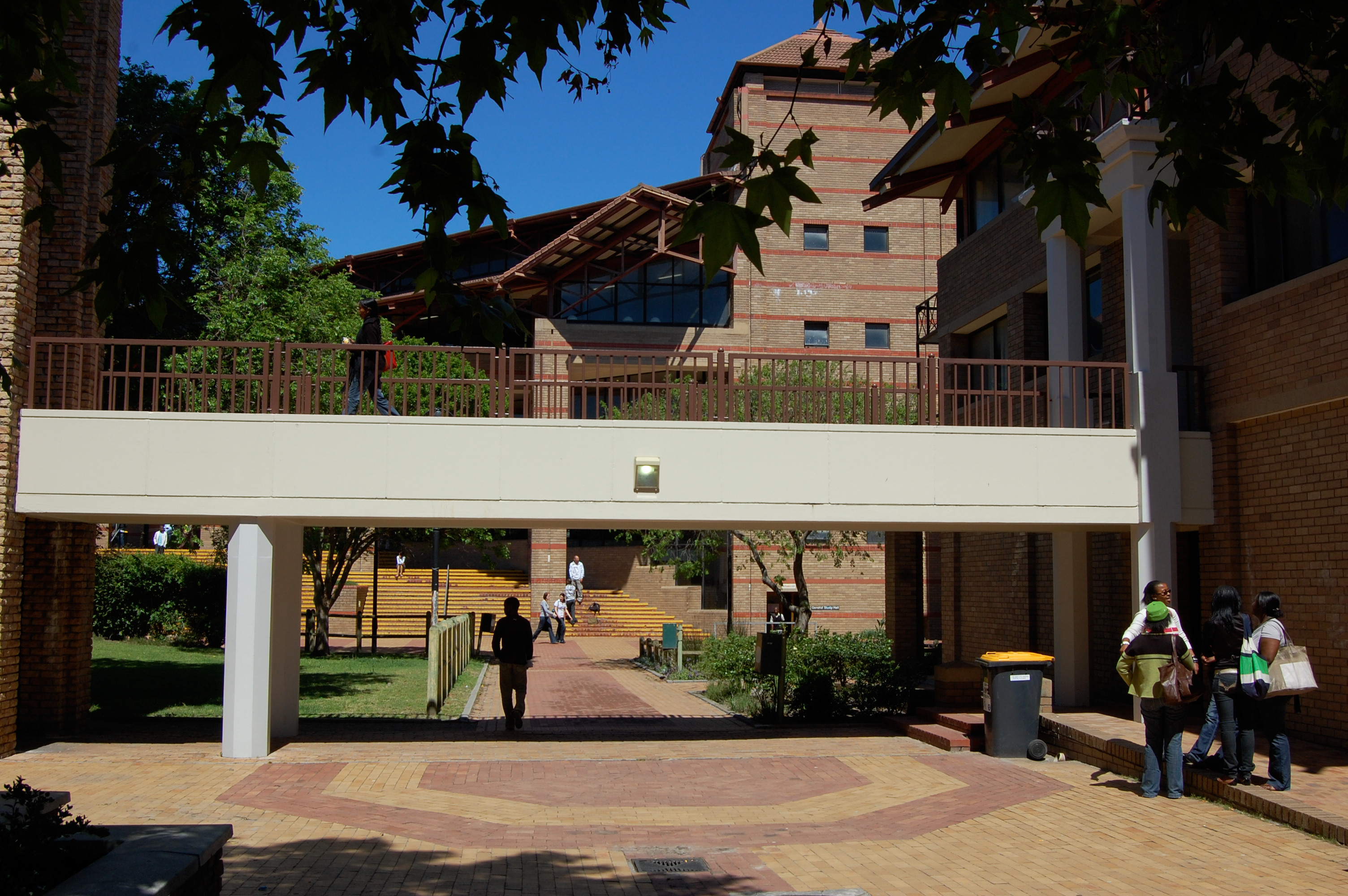
نمای کتابخانه اصلی.

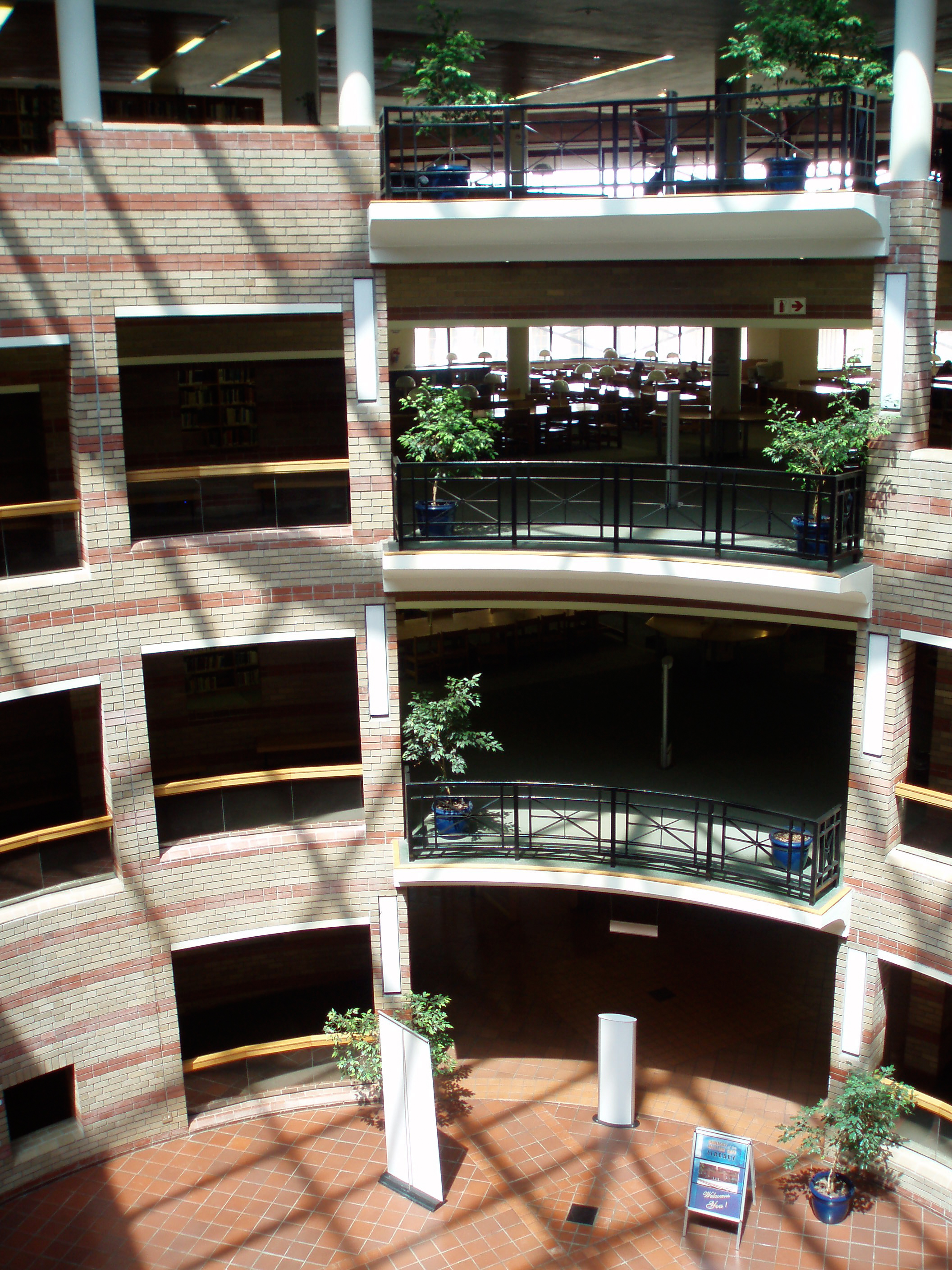
داخل کتابخانه اصلی.

دانشگاه کیپ غربی (UWC) (به انگلیسی: University of the Western Cape)؛ یک دانشگاه دولتی واقع در حومه بلویل کیپ تاون، آفریقای جنوبی است. این دانشگاه در سال ۱۹۶۰بوسیله دولت آفریقای جنوبی به عنوان یک دانشگاه برای همه نژادها و اقوام تأسیس شد. دانشگاه‌های دیگر در نزدیکی کیپ تاون دانشگاه کیپ تاون و دانشگاه استلنبوش هستند.تحقیقات در UWC دارای ابعاد بین‌المللی است همچنین این دانشگاه دارای ارتباط قوی با موسسات دیگر کشورهای آفریقا، اروپا و آمریکای شمالی دارد که منجر به مشارکت‌های پژوهشی، ایجاد ظرفیت مشترک و افزایش تعداد دانش آموزان تحصیلات تکمیلی به UWC خواهد شد. علاوه براین بسیاری از فارغ التحصیلان کارشناسی ارشد این دانشگاه موفق به دریافت بورسیه‌های بزرگ بین‌المللی شده‌اند و دوره دکتری را نیز با موفقیت طی نمودند. در حال حاضر تعداد۱۶۹۳۴ دانشجو در این دانشگاه مشغول به تحصیل هستند که از این میان ۸۶٫۲ درصد دانشجویان کارشناسی و ۱۳٫۸ درصد آن را دانشجویان تحصیلات تکمیلی تشکیل می‌دهند.

## دانشکده‌ها
این دانشگاه دارای ۷ دانشکده می‌باشد که عبارتند از:
- دانشکده هنر
- دانشکده علوم اجتماعی و بهداشت
- دانشکده دندانپزشکی
- دانشکده علوم اقتصادی و مدیریت
- دانشکده آموزش
- دانشکده حقوق
- دانشکده علوم طبیعی

## رتبه‌بندی (رنکینگ)
براساس رتبه‌بندی دانشگاه‌های جهان در سال ۲۰۱۹ که توسط QS صورت گرفته‌است این دانشگاه در رتبه ۱۰۰۰–۸۰۱ برترین دانشگاه جهان قرار دارد. همچنین طبق رتبه‌بندی مؤسسه عالی تایمز این دانشگاه در رتبه ۸۰۰–۶۰۱ دانشگاه‌های جهان در سال ۲۰۱۹ قرار گرفته‌است.